# لی یون جی
لی یون-جی (کره‌ای: 이윤지؛ زادهٔ ۱۵ مارس ۱۹۸۴) بازیگر اهل کره جنوبی است. پس از آغاز حرفهٔ بازیگری خود در سیتکام بی‌وقفه ۴، او در مجموعه‌های تلویزیونی روزگار شاهزاده (۲۰۰۶)، رؤیای بلند (۲۰۱۱)، پادشاه دو دل (۲۰۱۲) و خانوادهٔ وانگ (۲۰۱۳) ایفای نقش کرد. او همچنین در فصل ۱ برنامهٔ ریلتی-ورایتی ما ازدواج کردیم (۲۰۰۸–۲۰۰۹) و فیلم کمدی-رمانتیک زوج‌ها (۲۰۱۱) حضور پیدا کرد.

## فیلم‌شناسی

### فیلم
| سال  | عنوان                                  | نقش      | توضیحات                  |
| ---- | -------------------------------------- | -------- | ------------------------ |
| ۲۰۰۴ | مرگ دوست                               | اون-جونگ |                          |
| ۲۰۱۱ | فیلم تعاملی شبکه اجتماعی - اپیزود اکس۳ | ری       | بی‌ام‌دبلیو کره فیلم کوتاه |
| ۲۰۱۱ | زوج‌ها                                  | ئه-یون   |                          |
| ۲۰۱۲ | ۹۹۲                                    |          | فیلم کوتاه               |
| ن/م  | سلام                                   |          | [ ۳ ]                    |
| ن/م  | مکان رؤیا                              | سو-این   | [ ۴ ]                    |

### مجموعه‌های تلویزیونی
| سال       | عنوان                             | نقش                            | شبکه     |
| --------- | --------------------------------- | ------------------------------ | -------- |
| ۲۰۰۳      | بی‌وقفه ۴                          | لی یون-جی                      | ام‌بی‌سی   |
| ۲۰۰۴      | بالاد رود هان                     | یون دا-یونگ                    | ام‌بی‌سی   |
| ۲۰۰۵      | سلام معلم من                      | نا سون-جه                      | اس‌بی‌اس   |
| ۲۰۰۵      | خواهران دریا                      | سونگ چون-هی                    | ام‌بی‌سی   |
| ۲۰۰۶      | روزگار شاهزاده                    | پرنسس هه-میونگ                 | ام‌بی‌سی   |
| ۲۰۰۶      | ۱۹ خالص                           | پارک یون-جونگ                  | کی‌بی‌اس۱  |
| ۲۰۰۷      | کنار من                           | سو اون-جو                      | ام‌بی‌سی   |
| ۲۰۰۸      | شاه بزرگ، سجونگ                   | ملکه سوهون                     | کی‌بی‌اس۱  |
| ۲۰۰۸      | اچ‌دی‌تی‌وی لیترچر «بهار، بهار بهار» | هه-اون                         | کی‌بی‌اس۱  |
| ۲۰۰۹      | بچه‌های بهشت                       | یون سا-رانگ                    | اس‌بی‌اس   |
| ۲۰۰۹      | به سوی زمین                       | اوه یون-یی                     | ام‌بی‌سی   |
| ۲۰۱۰      | جان و روگالدا، دو همسر باکره      | لی سون-یی/روگالدا              | پی‌بی‌سی   |
| ۲۰۱۰      | خانوادهٔ قاصدک                     | پارک هه-وون                    | ام‌بی‌سی   |
| ۲۰۱۱      | رؤیای بلند                        | شی کیونگ-جین                   | کی‌بی‌اس۲  |
| ۲۰۱۱      | درام ویژه «ترمینال»               | یون-سو                         | کی‌بی‌اس۲  |
| ۲۰۱۲      | پادشاه دو دل                      | لی جه-شین                      | ام‌بی‌سی   |
| ۲۰۱۲      | غیب‌گوی بزرگ                       | بان-یا                         | اس‌بی‌اس   |
| ۲۰۱۳      | آژانس ازدواج سیرانو               | ما جه-این (مهمان، قسمت‌های ۱–۳) | تی‌وی‌ان   |
| ۲۰۱۳      | خانوادهٔ وانگ                      | وانگ گوانگ-باک                 | کی‌بی‌اس۲  |
| ۲۰۱۴      | درام ویژه "آن نوع عشق"            | یون-سو                         | کی‌بی‌اس۲  |
| ۲۰۱۴      | دکتر فراست                        | سونگ سون                       | اوسی‌ان   |
| ۲۰۱۵      | کلوب دوست‌دخترهای سابق             | جانگ هوا-یونگ                  | تی‌وی‌ان   |
| ۲۰۱۶–۲۰۱۷ | کسی که شادی می‌دهد                 | ایم اون-هی                     | ام‌بی‌سی   |
| ۲۰۱۷      | عشق انقلابی                       | حضور افتخاری، قسمت ۱           | تی‌وی‌ان   |
| ۲۰۱۸      | سومین افسون                       | بک جو-ران                      | جی‌تی‌بی‌سی |

### ورایتی شو
| سال       | عنوان                          | شبکه      | توضیحات                              |
| --------- | ------------------------------ | --------- | ------------------------------------ |
| ۲۰۰۳      | آزادی شنبه - جنگ رز            | کی‌بی‌اس۲   |                                      |
| ۲۰۰۸–۲۰۰۹ | ما ازدواج کردیم فصل ۱          | ام‌بی‌سی    | عضو گروه بازیگران (قسمت‌های ۳۹ تا ۵۵) |
| ۲۰۰۸–۲۰۱۰ | سرگرمی هفتگی                   | کی‌بی‌اس۲   | میزبان؛                              |
| ۲۰۰۹      | درخت عشق ۳۶٫۵                  | آن‌استایل  |                                      |
| ۲۰۰۹      | بیگ استار اکس-فایل             | کی‌بی‌اس۲   |                                      |
| ۲۰۱۳      | میس کوریا                      | وای-استار | میزبان                               |
| ۲۰۲۱      | مرکز مشاوره طلایی اوه اون-یونگ | چنل ای    | میزبان                               |
| ۲۰۲۱      | All That Muse                  | اس‌بی‌اس    | عضو گروه بازیگران                    |

### موزیک ویدیو
| سال  | نام آهنگ         | آرتیست |
| ---- | ---------------- | ------ |
| ۲۰۰۷ | «فلاکت» (Misery) | بای    |